# Leo
Leo je moško osebno ime.

## Izvor imena
Ime Leo je skrajšana različica imen Lenart, Leon, Leonardo, Leopold, Leoš ali pa moška oblika imena Lea.

## Pogostost imena
Po podatkih Statističnega urada Republike Slovenije je bilo na dan 31. decembra 2007 v Sloveniji število moških oseb z imenom Leo: 238. Med vsemi moškimi imeni pa je ime Leo po pogostosti uporabe uvrščeno na 375. mesto.

## Osebni praznik
V koledarju je ime Leo skupaj z Leonom.